# ブリーダースドルフ
ブリーダースドルフ (ドイツ語: Bliedersdorf) は、ドイツ連邦共和国ニーダーザクセン州のシュターデ郡に属す町村（以下、本項では便宜上「町」と記述する）で、ザムトゲマインデ・ホルネブルクを構成する自治体の一つである。

## 地理

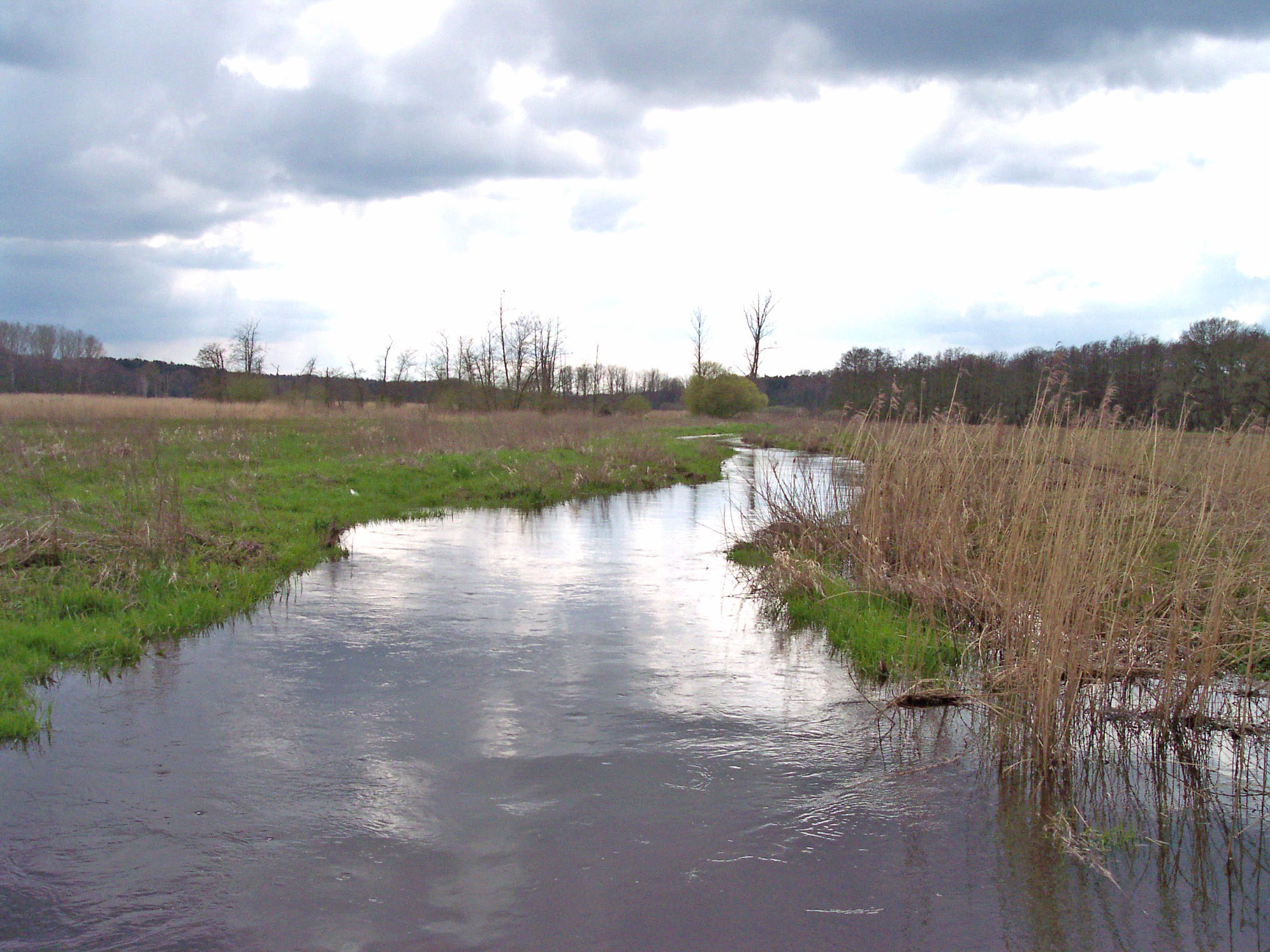
アウエ川

ブリーダースドルフは、ホルネブルクから下流ではリューエ川と呼ばれるアウエ川沿いの集落である。この川はハルゼフェルトから流れ、グリューネンダイヒ付近でエルベ川に注ぐ。
川沿いの湿地はブリーダースドルフの釣魚協会「フォレレ」の土地であるが、ブリーダースドルフ住民や町外から訪れた人々が好む保養地となっている。1990年代後半からアウエ川沿いは自然保護地域となった。水辺の牧草地は冬になるとあふれ出した水が凍結し、理想的なスケート場となる。

### 自治体の構成
ブリーダースドルフは3つの集落からなる。首邑のブリーダースドルフの他、ポストモーアとルーテンベックである。ただし後二者にはわずかな住民が住むだけである。ポストモーアはホルネブルクの一部であったこともあり、その帰属については議論の余地が残されている。

### 宗教
ブリーダースドルフには、ブクステフーデ教会クライスに属すプロテスタント・ルター派教会の組織がある。この組織はホルネブルクと共同の司祭区を形成している。

### 人口推移
| - 1820年: 365人 - 1939年: 541人 - 1961年: 814人 - 1970年: 901人 - 1989年: 1,265人 | - 2000年: 1,650人 - 2002年: 1,643人 - 2004年: 1,674人 - 2005年: 1,657人 - 2006年: 1,643人 |

## 行政
町議会は11議席からなる。

### 紋章
図柄: 銀糸に3つの青い上向き三角図形。

## 文化と見所

### 建造物

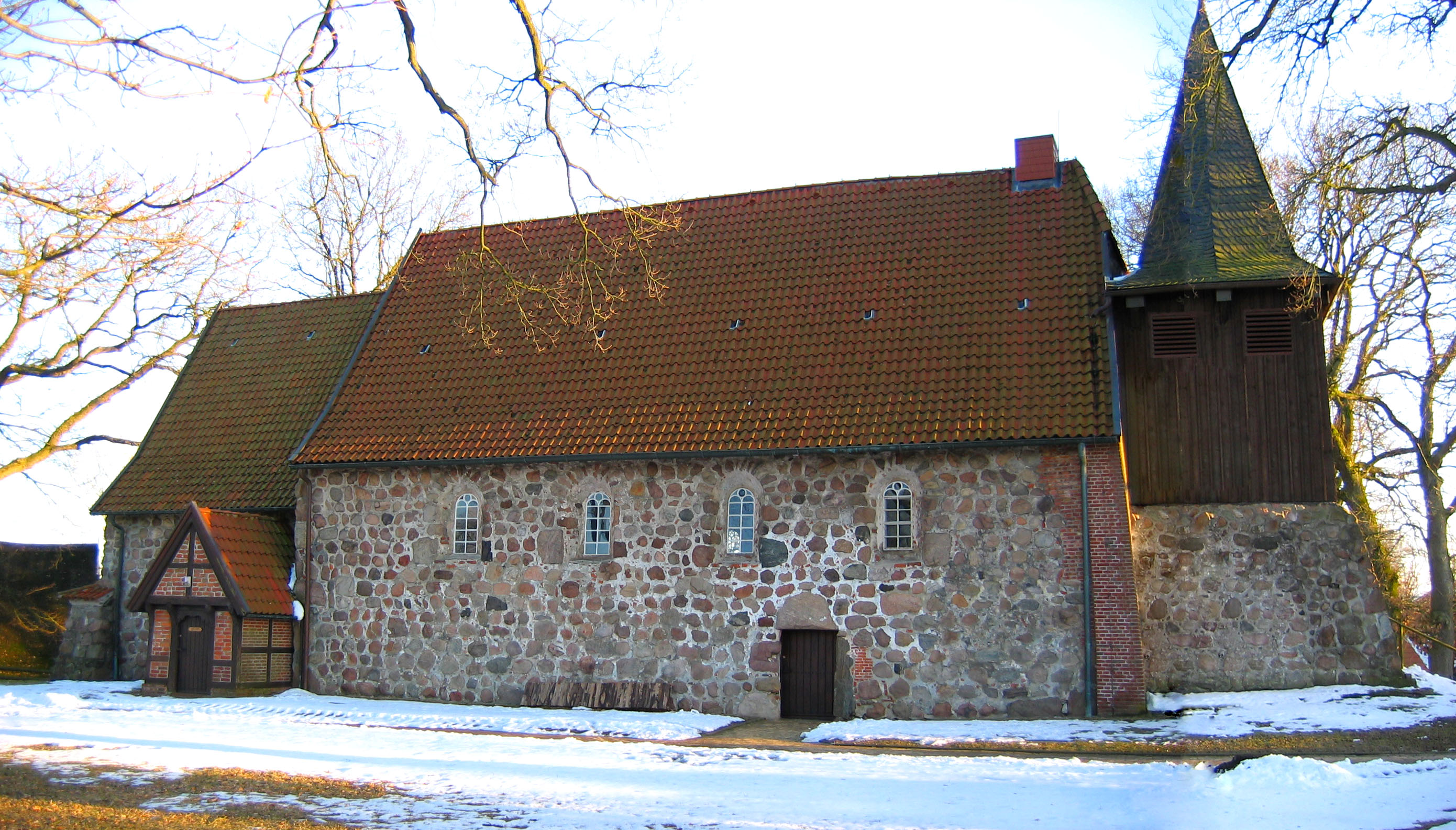
カタリーナ教会

#### カタリーナ教会
この教会は、貴族フォン・ブリーダースドルフ家出身の騎士イヴァン・フォン・ブリーダースドルフによって建造された。彼はその後シュテディンガーの戦いに参加した。この教会は付近の耕地にある荒石で建設されている。壁には白い漆喰が塗られている。重厚な壁や閉ざされたままの小さな窓を有する教会の建物は、防衛機能を有する城としての用途も意図されていた。教会が村落の小高い場所にあることもこの仮説を支持している。1700年に入り口側に木組み建築のブラウトハウスが増築された。教会内部は簡素さと芸術性とを同時に兼ね備えている。荒石製の基部上に建てられた木張りの塔には1444年製と1625年製の2つの鐘が備え付けられている。
ブリーダースドルフのプロテスタント・ルター派の教会組織は司教区に関してはホルネブルクのルター派組織と連帯している。これらの組織はブクステフーデ教会クライスおよびシュターデ教区に属す。
ブリーダースドルフの教会では、毎年第1アドヴェントに「北ドイツ最小のアドヴェント市」が開催されている。ここではもっぱら地元の生産品が販売される。このアドヴェント市は2006年に20周年を迎えた。収益は慈善目的に使われている。

#### 新興住宅地
ブリーダースドルフには、近年2つの住宅地が造られた。「ブフト」地区と「ウンテラー・ダウディーカー・ヴェク」地区がそれである。この住宅地は、ほぼ完全に一戸建て住宅が建てられている。2005年の半ばに道路の拡張がなされた。

### スポーツとサークル活動
この町には、ブリーダースドルファー・スポーツフェライン 66 e.V. がある。主要種目であるサッカーの他に、体操、ジャズダンス、陸上競技や卓球などがある。2002年の会員数は700人であった。数年前、町の中心に新しいスポーツ施設「スポルトプラッツ・ドーレンブリック」が設けられた。この他に公民館やホルネブルクの体育館で講習会が行われている。新しいスポーツ施設建設に伴い、古いグラウンドの一部はスケート場建設に利用された。
釣魚クラブ「フォレレ」e.V. ブリーダースドルフは1948年に設立された。約350人の会員が定期的に町内や周辺の水辺、特にアウエ川やリューエ川で釣りを楽しんでいる。

## 経済と社会資本

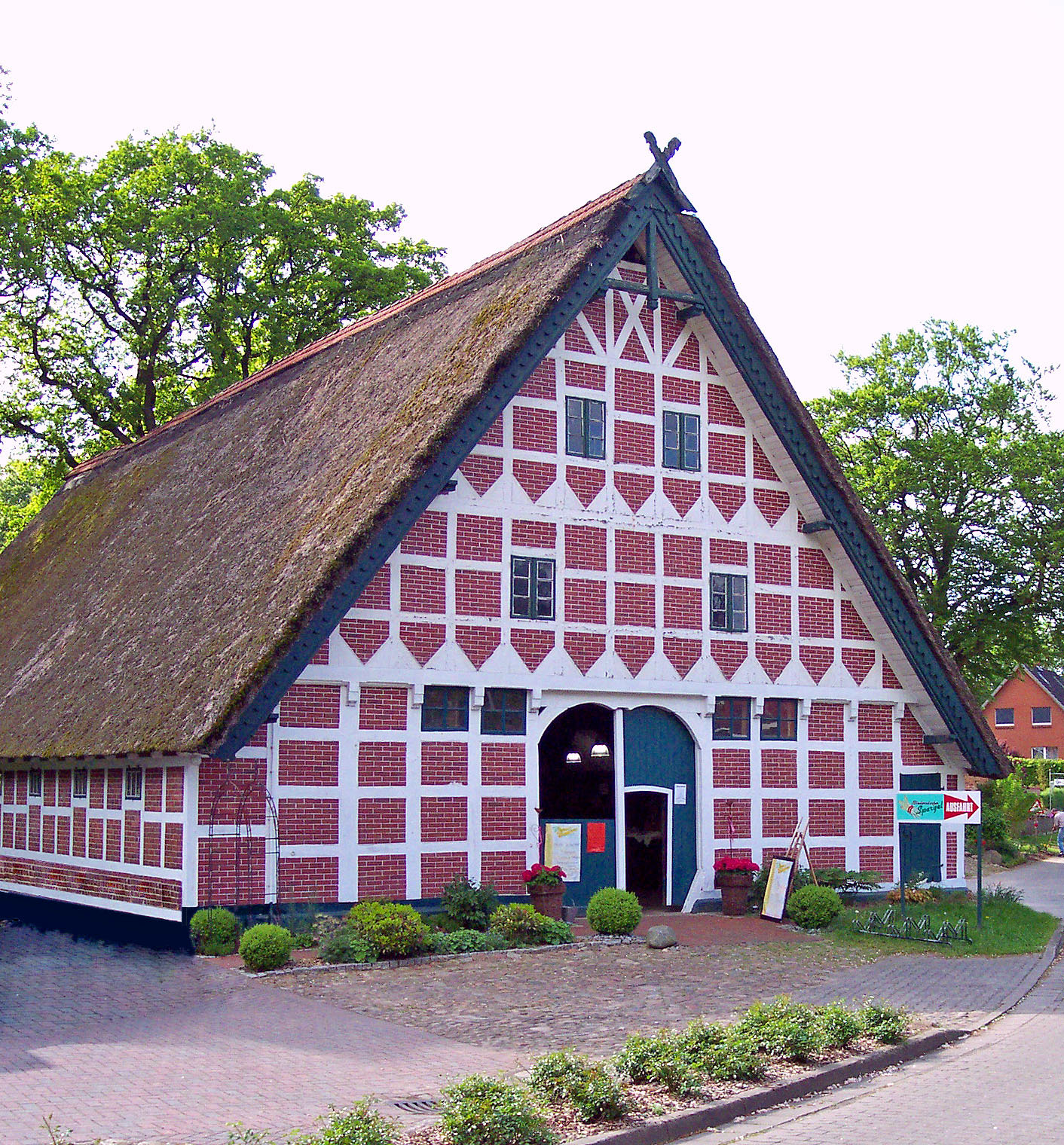
シュパーゲルホーフ

### 特産品
「ブリーダースドルファー・シュパーゲル」（ブリーダースドルフのアスパラガス）は、この周辺の名物である。ブリーダースドルフおよびその周辺の畑で収穫されたアスパラガスは木組み建築のシュパーゲルホーフで売買される。

### 公共施設
- 基礎課程学校
- ホールとケーゲル場がある公民館
- 公民館横のスケート場がある運動場
- ドーレンブリックスポーツ施設
- ルター派教会集会所
- 消防署
- ニーダーザクセンの民家にある郷土資料室

### 見所
町の東部にあるグルンドルデンドルフの石塚

## 引用
1. ↑  Landesamt für Statistik Niedersachsen, LSN-Online Regionaldatenbank, Tabelle A100001G: Fortschreibung des Bevölkerungsstandes, Stand 31. Dezember 2023